# Sinuessa
Sinuessa fu un'antica colonia romana del Latium adiectum sul confine con la Campania antica, nel comune di Sessa Aurunca - fraz. Sant'Eufemia - e a nord della città di Mondragone, in provincia di Caserta.

## Caratteristiche del luogo
Sinuessa era collegata con Puteoli per mezzo della famosa via Domiziana - la strada romana che costeggia le dune del mare per poi immettersi all'interno, verso il Monte Petrino. La città era divisa da due ponti, ora distrutti, detti "de tamari e treppete" in una zona dove sorgeva il “Tempio di Venere”, caratterizzato da una serie di colonne, alcune di bianco marmo scannellate, altre a diversi colori, con un pavimento di marmo a quadroni e frammezzato da mosaici. Proprio una lapide di marmo con sei distici greci, scoperta in questo luogo ai tempi del re Ferdinando IV, confermava che il tempio venne consacrato a Venere e nelle iscrizioni si invitavano i forestieri a entrare in città. Questa lapide è stata inviata dapprima al museo del Palazzo reale in Portici e successivamente è stata trasferita nel museo Nazionale di Napoli. Nel 1863 un signore di nome Giovanni Falco, mentre stava effettuando alcuni scavi nel suo fondo a Mondragone, nei pressi del Tempio, scoprì due colonne di marmo colorato distanti l'una dall'altra circa otto metri.
A circa 400 metri dal tempio, al di sopra di una collina, si trovava la villa di Apuleio, come testimoniava un frammento di lapide che fu conservato nel 1786 nella propria abitazione dall'allora parroco Muzio Cerqua e che oggi è andato perduto.
Nel 1779 un archeologo francese, inviato nei luoghi di Sinuessa dall'Accademia di Parigi, rinvenne poco lontano dal sito due iscrizioni. Nella prima veniva descritta una persona facoltosa che lasciò come testamento "una cena annua al popolo di Sinuessa"; nella seconda si menzionava un certo Sesto Sestilio che fu l'ideatore del podio fatto costruire nell'anfiteatro sinuessano.
In un altro tempio andato distrutto, all'interno delle mura di Sinuessa, fu scoperta un'altra epigrafe che menzionava l'allora imperatore Massenzio.
Inoltre, vennero scoperte altre due iscrizioni: la prima scolpita su una pietra miliare rinvenuta sull'Appia Antica, dove era incisa la cifra LXXI (71) e faceva riferimento all'imperatore Marco Aurelio, il quale fece pavimentare a sue spese un tratto di strada per una lunghezza di circa XXI mila passi; l'altra, una pietra calcarea di forma rotonda, fu eretta e scolpita in onore dell'imperatore Flavio Valerio Costantino.

## Periodo preromano
Prima della fondazione della colonia romana di Sinuessa nel 296 a.C., alcuni frammenti di ceramica datati al IX secolo a.C., rinvenuti in una serie di campagne di scavo (località Incaldana), hanno rimarcato l'esistenza di un insediamento di origine aurunca sviluppatosi nella parte meridionale del sito dove sarebbe sorta la nuova città romana.
Altro insediamento degli Ausones è stato localizzato sul Monte Petrino dove, a seguito di ricognizioni e di uno scavo stratigrafico presso il sito della Rocca Montis Dragonis, sono state scoperte una ottantina di aree piene di materiale ceramico protostorico interpretate come probabili unità abitative, datate cronologicamente alla prima età del ferro (1000 - 725 a.C.).
Con la caduta degli Aurunci, sterminati dai Romani nel 314 a.C., l'area compresa tra il Garigliano e il Volturno entrò nella loro gestione amministrativa del territorio, con la fondazione, nel 313 a.C., della colonia latina di Suessa e con la costruzione della via Appia l'anno successivo. Questi furono i primi segni tangibili di una nuova riorganizzazione dei villaggi, fortificazioni e santuari tipici del popolo aurunco.

## Periodo romano

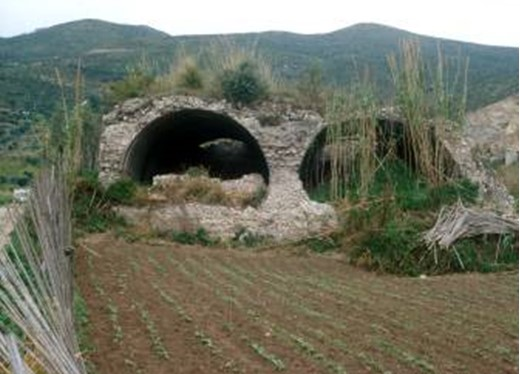
Resti di una villa romana - Sinuessa

Sinuessa venne fondata come colonia dai Romani nel 296 a.C., dopo aver sconfitto e sottomesso il popolo degli Aurunci. La città fu ampliata per sostituire la distrutta Vescia, insieme alla quale formava la pentapoli aurunca con Ausona, Minturnae e Suessa.
Nel 296 a.C. oltre a Sinuessa venne fondata dai Romani anche Minturnae: queste due città avevano la funzione comune di difesa militare lungo le coste del Tirreno e strategica, per quanto concerne le vie d'accesso alla piana campana e all'ager Falernus.
La colonia di Sinuessa venne pensata ai margini meridionali della piana del Garigliano, a ovest delle ultime propaggini del Massico. L'area, compresa tra il fiume Garigliano a nord e il Volturno a sud, permetteva l'utilizzo dei corsi d'acqua come vie di comunicazione, essendo entrambi navigabili. Nondimeno, la strategia era proprio quella si sfruttare la posizione geografica, la straordinaria feracità dei terreni ed il conseguente sviluppo economico di entrambe le colonie, le quali divennero importantissime a partire dall'arrivo di Annibale, e ancora maggiormente dal II secolo a.C.
A queste si associa il complesso termale, le cui sorgenti venivano chiamate Aquae Sinuessanae (alle pendici del monte Crestagallo, nell'odierno comune di Mondragone), molto conosciuto e frequentato dalla casta più abbiente dei Romani per le numerose proprietà terapeutiche.
Come riportato da Plinio il Vecchio la città divenne una delle più floride dell'Impero romano, grazie anche al passaggio della via Appia, importante arteria di collegamento tra Roma e Brundisium.
Tra il I secolo a.C. e il I d.C. vi fu un periodo molto fiorente per Sinuessa, tanto che l'aristocrazia romana vi costruì diverse ville. Con la realizzazione della via Domiziana nel 94 d.C., la strada che collegava Sinuessa con Puteoli, l'economia sinuessana crebbe come mai prima, avvantaggiata da un importantissimo sbocco commerciale.
Inoltre, hanno testimoniato la sua grandezza i poeti e le personalità più famose di quel periodo. Nel 37 a.C. si incontrarono a Sinuessa Mecenate e Orazio con Virgilio, Plazio Tucca e Lucio Vario, intellettuali che si impegnarono a far da pacieri tra Ottaviano e Antonio. Nel 54 d.C. Claudio Narciso, potente liberto, vi si recò in visita. Nel 69 d.C., Ofonio Tigellino, ex prefetto del pretorio di Nerone, fu qui indotto al suicidio su ordine del nuovo imperatore Otone. Vitellio, nello stesso anno, si impadronì delle rendite della colonia, elevatissime grazie alle ricchezze prodotte dalle terme e dalla produzione del famoso vino Falerno.
Le sue terme, le Aquae Sinuessanae, erano famosissime tra le matrone e i patrizi romani che vi giungevano per bagnarsi nelle calde e salubri acque della zona "Incaldana". Era rinomata, inoltre, per il suo pregiato vino, il Falerno, e per il clima mite. Con la caduta dell'Impero romano d'Occidente, anche Sinuessa venne distrutta dalle invasioni barbariche, ma, secondo alcuni studi, la causa principale del declino fu il bradisismo, che ne causò l'abbandono da parte degli abitanti.

## Il declino
Sinuessa fu brillante, ricca e amata dagli aristocratici romani. Popolata, frequentata fino ai tempi di Vespasiano, nonché meta di viaggi e spensieratezze fuori dalle mura delle grandi città Roma antica, Capua, ecc.). La sua notorietà iniziò ad affievolirsi durante il VI secolo d.C., per poi essere completamente dimenticata nel IX secolo d.C.
Fu un declino inevitabile: dalle persecuzioni dei cristiani, ordinate dagli imperatori, fino ad arrivare alle incursioni dei barbari (Goti, Vandali, Ostrogoti, Longobardi) e più tardi dei Saraceni. Seguirono eventi naturali (terremoti, maremoti e bradisismi) che fecero sommergere la città per buona parte nel mare. A questi fattori si è aggiunta, nei secoli più recenti, l'opera dell'uomo moderno, che ha distrutto gran parte di ciò che avrebbe potuto testimoniare l'antica grandezza di Sinuessa.
Il territorio venne sommerso gradualmente, così come avvenne in altre colonie romane antiche (Pozzuoli, Cuma, Baia, ecc.) e già verso il IV secolo d.C., una parte dei sinuessani, sterminati dalla violenza cieca delle invasioni, furono costretti a rifugiarsi sulla sommità del monte Petrino e a costruirvi i primi villaggi. Altri invece restarono in ciò che rimaneva della colonia e videro nascere quella che poi sarebbe diventata la rocca fortificata di Mondragone.

## Scavi archeologici

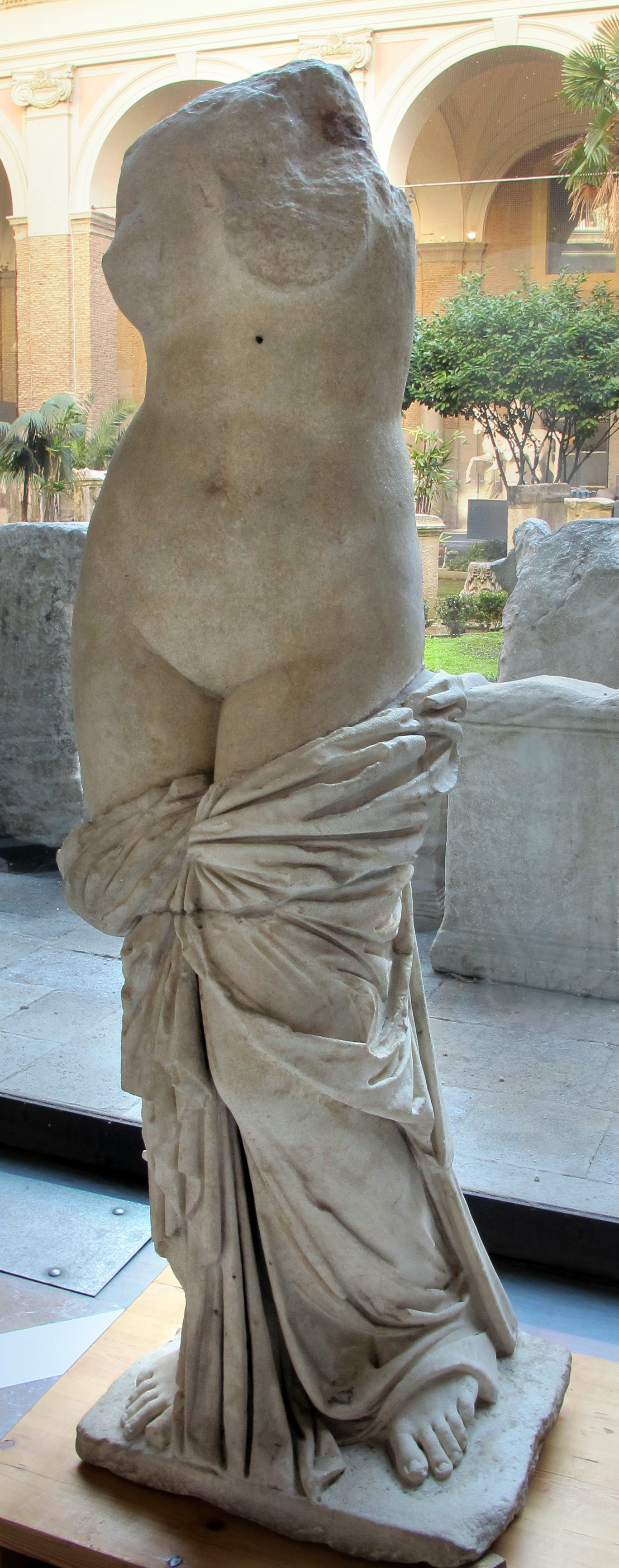
Venere di Sinuessa

Gli scavi, avviati verso l'inizio del XX secolo, hanno portato alla luce il complesso termale denominato Aquae Sinuessanae, alcuni tratti delle mura in opera quadrata e tratti della viabilità urbana ed extraurbana, nonché resti dei quartieri pubblici e abitativi. Le Acque Sinuessane, molto conosciute nell'antichità, erano un luogo di cui scrivevano Tacito e Plinio. I ruderi del complesso sono in parte sommersi o completamente sepolti. Alcuni resti del porto sono stati ritrovati anche a dieci metri di profondità.
Tra i ritrovamenti più pregiati vi è la cosiddetta Venere di Sinuessa, una scultura ellenistica attribuita allo scultore greco antico Prassitele e databile al IV secolo a.C.
La maggior parte dei reperti, come quelli provenienti dall'ager Falernus sono conservati presso il Museo civico di Mondragone e il Museo nazionale di Sessa Aurunca.
"[…] Incombe per tutta la costa desolata e adusta il silenzio secolare, interrotto dal monotono frangersi delle onde sulla minutissima arena. Il suolo brullo, dal quale a stento spunta qualche sterpo, qualche erba striminzita e qualche giungaia, forma un povero manto che covre tanta desolazione, mentre il mare cristallino e intensamente azzurro tremula e scintilla sotto i raggi del sole, formando uno sfondo vivissimo a tanto quadro di morte. Le dune si accavallano e si allungano in lunga teoria per la costa sinuosa fin verso Formia a occidente e fin verso la punta di Miseno a oriente, come dorsi di dromedari in fila, dando la sensazione degli sterminati deserti africani. Sotto quelle dune, accavallatesi per forza dei venti e per i millenni, sotto quel suolo, posteriore alle dune, sterile e inospitale, e sotto quelle onde terse e cristalline, giace la vetusta città di Sinope, tramutatasi poi in Sinuessa. Lungo la costa marina, e pei campi circostanti e verso nord, affiorano appena ruderi di muraglie, capitelli di colonne, frantumi di pavimenti a mosaico, cocci di anfore, e per tutta la estensione il suolo è seminato di rottami di vasi, di mattoni, di lapidi, di marmi. Chi si aggira attonito per quella sodaglia, sente qui e là il terreno addensato suonare sotto i piedi, indizio di vuoto nel sottosuolo. Sulle dune e sulla spiaggia il piede affonda fino alla caviglia per la finissima sabbia, sotto la quale pur si trovano avanzi della città. Lo studioso, con la sua fantasia, ricostruisce, sulle poche e indecise notizie desunte dai classici latini, la città di Sinuessa, smagliante e splendente, vastissima, coronata da edifici, da portici, da anfiteatri e da templi maestosi; ove Orazio e Virgilio si incontrarono nel viaggio a Brindisi sulla via Appia, che intersecava appunto la città di Sinuessa […]"